# Acharapakkam
Acharapakkam é uma panchayat (vila) no distrito de Kancheepuram , no estado indiano de Tamil Nadu.

## Demografia
Segundo o censo de 2001,  Acharapakkam  tinha uma população de 9013 habitantes. Os indivíduos do sexo masculino constituem 50% da população e os do sexo feminino 50%. Acharapakkam tem uma taxa de literacia de 73%, superior à média nacional de 59.5%; com 56% para o sexo masculino e 44% para o sexo feminino. 10% da população está abaixo dos 6 anos de idade.